# Wzgórza Karpnickie
Wzgórza Karpnickie – małe pasmo górskie w południowo-zachodniej Polsce, w Sudetach Zachodnich, stanowiące mikroregion Rudaw Janowickich.
Pod względem administracyjnym leży w województwie dolnośląskim, na obszarze Rudawskiego Parku Krajobrazowego.

## Położenie
Wzgórza położone są w południowo-zachodniej części Rudaw Janowickich, w dorzeczu Jedlicy i jej dopływów. Wciśnięte są między Góry Sokole na północny a Karkonosze na południu. Pasmo ciągnie się od miejscowości Karpniki do okolic Kowar. Od zachodu dolina Jedlicy oddziela je od Kotliny Jeleniogórskiej. Po stronie południowo-wschodniej umowną granicę, oddzielającą je od macierzystego masywu Rudaw Janowickich stanowi Przełęcz pod Średnicą, bezimienna przełęcz oddzielająca Wilczysko od Gruszkowskiej Góry i Karpnicki Potok.

## Charakterystyka
Wzgórza Karpnickie są podjednostką Rudaw Janowickich, stanowiącą teren o zbliżonym charakterze. Jest to niewielkie pasmo górskie mające strukturę grzbietów i wzgórz wyspowych oraz przedgórzy, złożone z kilkunastu wzniesień nie przekraczających 600 m n.p.m. Pasmo ma kształt elipsy; ciągnie się południkowo na długości ok. 8 km. Część południowa ma charakter wyraźnego grzbietu z kulminacjami Średnicy i Brzeźnika. Północna ma postać kilku południkowo wyciągniętych grzbietów oddzielonych dolinami potoków. W środkowej części znajduje się  niewielkie obniżenie. Na zachód od obniżenia położone są trzy oddzielne, małe masywy wzgórz, o południkowym przebiegu, z kulminacjami Mrowiec, Bucznik i Radlica, na wschód grzbiet z Dłużyną i Lisiakiem oraz kolejny z Gruszkowską Górą i Płonicą, a na północnym wschodzie masyw Mężykowej.
Często spotykane jest określenie wzgórz jako Przedgórze Rudaw Janowickich.
Niektórzy autorzy włączają Wzgórza Karpnickie do Kotliny Jeleniogórskiej.

## Budowa geologiczna
Wzgórza Karpnickie położone są w obrębie jednostkI geologicznej blok karkonosko-izerski, a w nim w masywie karkonoskim. Wzgórza zbudowana są z waryscyjskiego granitu karkonoskiego wieku górnokarbońskiego. Niewielki wpływ na rzeźbę terenu miały zlodowacenia plejstoceńskie.

## Rzeźba
Wzgórza Karpnickie są pocięte potokami Gruszkówką, Łupią i innymi dopływami Karpnickiego Potoku, które dzielą je na kilka części. Szerokie obniżenie leżące w ich północnej części i zajęte przez Karpnickie Stawy silnie kontrastuje krajobrazowo z pobliskimi górami – Karkonoszami na południu oraz Rudawami Janowickimi na wschodzie. Najwyższe wzniesienia wzgórz nie przekraczają 650 m n.p.m.

## Krajobraz
Krajobraz jest bardzo urozmaicony; cały obszar jest górzysty i poprzecinany dolinami rzek na kilka segmentów. Pasmo przedstawia krajobraz niskich gór i wysoczyzn z wyraźnie zaznaczonymi wzniesieniami. Szczyty są kopulaste, zalesione, z wyraźnym podkreśleniem stromych zboczy. Obszar średnio zaludniony i słabo zalesiony, poza wzniesieniami. Większość obszaru zajmują łąki i użytki rolne, a na północy stawy. Krajobraz w większości przeobrażony znacznie przekształcony przez człowieka. Pierwotny podgórski charakter krajobrazu zachowany został w najmniej zaludnionej, środkowej części.

## Wody
Wzgórza Karpnickie leżą w dorzeczu Bobru, który płynie na północ od Gór Sokolich. Można wyróżnić szereg mniejszych zlewni cząstkowych, oddzielonych grzbietami górskimi. Są to: od zachodu zlewnia Jedlicy, od północy i wschodu zlewnia Karpnickiego Potoku, w środkowej części zlewnia Gruszkówki oraz zlewnia Łupi. W północnej części wzgórz część powierzchni zajmują stawy i małe obszarowo podmokłe tereny.

## Ochrona przyrody
Całe Wzgórza Karpnickie znajdują się na obszarze Rudawskiego Parku Krajobrazowego.

## Ludność
Okolice wzgórz zamieszkuje ludność napływowa. Po wojnie przybyli tu ludzie z centralnej Polski, Polacy wypędzeni z Kresów oraz ludzie powracający z emigracji.

## Miejscowości
Miejscowości: Bukowiec, Krogulec, Gruszków, Karpniki, Kowary, Mysłakowice, Strużnica.